# 100 років Національному науковому центру "Інститут судових експертиз ім. Засл. проф. М. С. Бокаріуса" (монета)
«100 років Національному науковому центру „Інститут судових експертиз ім. Засл. проф. М. С. Бокаріуса“» — пам'ятна  монета номіналом 5 гривень, випущена Національним банком України, присвячена одній з найстаріших державних експертних установ України — Національному науковому центру «Інститут судових експертиз ім. Засл. проф. М. С. Бокаріуса».
Монету введено в обіг 28 вересня 2023 року.

## Опис та характеристики монети
| Номінал грн. | Метал      | Маса, грам | Діаметр, мм. | Якість виготовлення       | Гурт     | Тираж, штук |
| ------------ | ---------- | ---------- | ------------ | ------------------------- | -------- | ----------- |
| 5            | нейзильбер | 16.54      | 35,0         | спеціальний анциркулейтед | рифлений | 30 000      |

### Аверс
На аверсі монети розміщено: угорі написи: «УКРАЇНА» та рік карбування монети «2023», малий державний Герб України, ліворуч — зображення у вигляді відбитка пальця з двійковим кодом навколо нього як символ цифрової обробки інформації та пошуку даних під час проведення судово-медичних досліджень з логотипом Банкнотно-монетного двору Національного банку України в центрі монети. Внизу в лівій частині монети викарбовано напис «СУМЛІННЕ СЛУЖІННЯ ІСТИНІ». Праворуч зображено портрет Бокаріуса М. С., який був одним із засновників судової медицини і криміналістики на теренах України, унизу під яким — номінал монети «5» та графічний символ гривні.

### Реверс
На реверсі монети в центрі розташовано логотип установи, написи: по колу: «НАЦІОНАЛЬНИЙ НАУКОВИЙ ЦЕНТР» та «ІНСТИТУТ СУДОВИХ ЕКСПЕРТИЗ» та у центрі праворуч «ІМ. ЗАСЛ. ПРОФ. М. С. БОКАРІУСА, 100 РОКІВ ЗАСНУВАННЯ».

## Автори
- Художник: Балута Тетяна, Іваненко Святослав
- Скульптор: Атаманчук Володимир[3].

## Вартість монети
НБУ реалізував монету за 98 грн.
Фактична приблизна вартість монети, з роками змінювалася так:
| Рік        | 2024 | 2025 |
| ---------- | ---- | ---- |
| Ціна, грн. | 170  | 175  |